# Windhausen (Feldatal)
Windhausen ist ein Ortsteil von Feldatal im mittelhessischen Vogelsbergkreis.

## Geographische Lage
Windhausen liegt am Vogelsberg im Naturpark „Hoher Vogelsberg“, entlang der Rhein-Weser-Wasserscheide. Durch den Ort führt die Landesstraße 3070.

## Geschichte
Der archäologische Fund des Diadems von Windhausen lässt schon eine Besiedlung zur Bronzezeit vermuten.
Die älteste schriftliche Erwähnung von Windhausen erfolgte im Jahr 1302, als der ortsansässige Niederadlige „Giso von Winthusen“ erwähnt wird. In einer Urkunde von 1325 werden die Zehntverhältnisse des Dorfes geregelt.
Der Ortsname wird in der Namensforschung als „dem Wind ausgesetzte Siedlung“ erklärt. Er besitzt das gleiche Bestimmungswort wie der Hof Windhain.
Die Statistisch-topographisch-historische Beschreibung des Großherzogthums Hessen berichtet 1830 über Windhausen:

„Windhausen (L. Bez. Alsfeld) evangel. Filialdorf; liegt im Vogelsberg 2 3⁄4 St. von Alsfeld, hat 1 Kirche, 83 Häuser und 461 Einwohner, die alle evangelisch sind und die größtentheils zum Bauernstand gehören.“

Am 31. Dezember 1971 wurden im Zuge der Gebietsreform in Hessen die bis dahin selbstständigen Gemeinden Ermenrod, Groß-Felda, Kestrich, Köddingen, Stumpertenrod, Windhausen und Zeilbach zur neuen Großgemeinde Feldatal zusammengeschlossen.

### Territorialgeschichte und Verwaltung
Die folgende Liste zeigt im Überblick die Territorien, in denen Windhausen  lag, bzw. die Verwaltungseinheiten, denen es unterstand:
- vor 1567: Heiliges Römisches Reich, Landgrafschaft Hessen, Amt Ulrichstein, Gericht Felda
- ab 1567: Heiliges Römisches Reich, Amt Ulrichstein (Söhne der Margarethe von der Saale)[11]
- ab 1570: Heiliges Römisches Reich, Landgrafschaft Hessen-Marburg, Amt Ulrichstein, Gericht Felda
- 1604–1648: Heiliges Römisches Reich, strittig zwischen Landgrafschaft Hessen-Darmstadt und Landgrafschaft Hessen-Kassel (Hessenkrieg)
- ab 1604: Heiliges Römisches Reich, Landgrafschaft Hessen-Darmstadt, Oberfürstentum Hessen, Amt Ulrichstein, Gericht Felda[12]
- 1787: Heiliges Römisches Reich, Landgrafschaft Hessen-Darmstadt, Oberfürstentum Hessen, Amt Ulrichstein, Gericht Felda[13]
- ab 1806: Rheinbund, Großherzogtum Hessen, Oberfürstentum Hessen, Amt (und Gericht ab 1803) Ulrichstein[14][15]
- ab 1815: Deutscher Bund, Großherzogtum Hessen, Provinz Oberhessen, Amt und Gericht Ulrichstein[16]
- ab 1821: Deutscher Bund, Großherzogtum Hessen, Provinz Oberhessen, Landratsbezirk Romrod (Trennung zwischen Justiz (Landgericht Alsfeld) und Verwaltung)[17]
- ab 1829: Deutscher Bund, Großherzogtum Hessen, Provinz Oberhessen, Landratsbezirk Alsfeld (Amtssitzverlegung)
- ab 1832: Deutscher Bund, Großherzogtum Hessen, Provinz Oberhessen, Landkreis Alsfeld
- ab 1838: Deutscher Bund, Großherzogtum Hessen, Provinz Oberhessen, Kreis Grünberg
- ab 1848: Deutscher Bund, Großherzogtum Hessen, Regierungsbezirk Alsfeld
- ab 1852: Deutscher Bund, Großherzogtum Hessen, Provinz Oberhessen, Landkreis Alsfeld
- ab 1867: Norddeutscher Bund, Großherzogtum Hessen, Provinz Oberhessen, Landkreis Alsfeld
- ab 1871: Deutsches Reich, Großherzogtum Hessen, Provinz Oberhessen, Landkreis Alsfeld
- ab 1874: Deutsches Reich, Großherzogtum Hessen, Provinz Oberhessen, Landkreis Schotten
- ab 1918: Deutsches Reich, Volksstaat Hessen, Provinz Oberhessen, Landkreis Schotten
- ab 1938: Deutsches Reich, Volksstaat Hessen, Provinz Oberhessen, Landkreis Alsfeld
- ab 1945: Amerikanische Besatzungszone, Groß-Hessen, Regierungsbezirk Darmstadt, Landkreis Alsfeld
- ab 1949: Bundesrepublik Deutschland, Land Hessen (seit 1946), Regierungsbezirk Darmstadt, Landkreis Alsfeld
- am 31. Dezember 1971 wurde Windhausen mit anderen Gemeinden  der neu gebildeten Gemeinde Feldatal eingegliedert.
- ab 1971:  Bundesrepublik Deutschland, Land Hessen, Regierungsbezirk Darmstadt, Landkreis Lauterbach
- ab 1972: Bundesrepublik Deutschland, Land Hessen, Regierungsbezirk Darmstadt, Vogelsbergkreis
- ab 1981: Bundesrepublik Deutschland, Land Hessen, Regierungsbezirk Gießen, Vogelsbergkreis

### Gerichte seit 1803
In der Landgrafschaft Hessen-Darmstadt wurde mit Ausführungsverordnung vom 9. Dezember 1803 das Gerichtswesen neu organisiert. Für die Provinz Oberhessen wurde das Hofgericht Gießen als Gericht der zweiten Instanz eingerichtet. Die Rechtsprechung der ersten Instanz wurde durch die Ämter bzw. Standesherren vorgenommen und somit war für Windhausen das Amt Ulrichstein zuständig.
Das Hofgericht war für normale bürgerliche Streitsachen Gericht der zweiten Instanz, für standesherrliche Familienrechtssachen und Kriminalfälle die erste Instanz. Die zweite Instanz für die Patrimonialgerichte waren die standesherrlichen Justizkanzleien. Übergeordnet war das Oberappellationsgericht Darmstadt.
Mit der Gründung des Großherzogtums Hessen 1806 wurde diese Funktion beibehalten, während die Aufgaben der ersten Instanz 1821–1822 im Rahmen der Trennung von Rechtsprechung und Verwaltung auf die neu geschaffenen Land- bzw. Stadtgerichte übergingen. Windhausen fiel in den Gerichtsbezirk des Landgerichts Alsfeld. Durch Verfügung des Großherzoglich Hessischen Ministerium des Innern und der Justiz wurde am 1. Dezember 1838 Windhausen an den Bezirk des neu errichteten Landgerichts Ulrichstein abgetreten.
Anlässlich der Einführung des Gerichtsverfassungsgesetzes mit Wirkung vom 1. Oktober 1879, infolge derer die bisherigen großherzoglich hessischen Landgerichte durch Amtsgerichte an gleicher Stelle ersetzt wurden, während die neu geschaffenen Landgerichte nun als Obergerichte fungierten, kam es zur Umbenennung in „Amtsgericht Ulrichstein“ und Zuteilung zum Bezirk des Landgerichts Gießen.
Im Jahre 1943 verlor das Amtsgericht Ulrichstein seine Selbständigkeit und wurde zur Zweigstelle des Amtsgerichts Schotten. Mit Wirkung zum 1. Juli 1968 erfolgte die Auflösung des Amtsgerichts Schotten, und Windhausen kam zum Gerichtsbezirk des Amtsgerichts Alsfeld.
Die übergeordneten Instanzen sind jetzt, das Landgericht Gießen, das Oberlandesgericht Frankfurt am Main sowie der Bundesgerichtshof als letzte Instanz.

### Einwohnerentwicklung
| • 1791: | 385 Einwohner                      |
| • 1800: | 400 Einwohner                      |
| • 1806: | 425 Einwohner, 75 Häuser           |
| • 1829: | 461 Einwohner, 83 Häuser           |
| • 1867: | 365 Einwohner, 77 bewohnte Gebäude |
| • 1875: | 398 Einwohner, 78 bewohnte Gebäude |

| Windhausen: Einwohnerzahlen von 1791 bis 2018 | Windhausen: Einwohnerzahlen von 1791 bis 2018 | Windhausen: Einwohnerzahlen von 1791 bis 2018 | Windhausen: Einwohnerzahlen von 1791 bis 2018 | Windhausen: Einwohnerzahlen von 1791 bis 2018 |
| --- | --------------------------------------------- | --------------------------------------------- | --------------------------------------------- | --------------------------------------------- |
| Jahr |                                               |                                               |                                               | Einwohner                                     |
| 1791 | 1791                                          |                                               | 385                                           | 385                                           |
| 1800 | 1800                                          |                                               | 400                                           | 400                                           |
| 1806 | 1806                                          |                                               | 425                                           | 425                                           |
| 1829 | 1829                                          |                                               | 461                                           | 461                                           |
| 1834 | 1834                                          |                                               | 467                                           | 467                                           |
| 1840 | 1840                                          |                                               | 450                                           | 450                                           |
| 1846 | 1846                                          |                                               | 457                                           | 457                                           |
| 1852 | 1852                                          |                                               | 414                                           | 414                                           |
| 1858 | 1858                                          |                                               | 419                                           | 419                                           |
| 1864 | 1864                                          |                                               | 411                                           | 411                                           |
| 1871 | 1871                                          |                                               | 402                                           | 402                                           |
| 1875 | 1875                                          |                                               | 398                                           | 398                                           |
| 1885 | 1885                                          |                                               | 407                                           | 407                                           |
| 1895 | 1895                                          |                                               | 417                                           | 417                                           |
| 1905 | 1905                                          |                                               | 400                                           | 400                                           |
| 1910 | 1910                                          |                                               | 394                                           | 394                                           |
| 1925 | 1925                                          |                                               | 391                                           | 391                                           |
| 1939 | 1939                                          |                                               | 384                                           | 384                                           |
| 1946 | 1946                                          |                                               | 584                                           | 584                                           |
| 1950 | 1950                                          |                                               | 475                                           | 475                                           |
| 1956 | 1956                                          |                                               | 391                                           | 391                                           |
| 1961 | 1961                                          |                                               | 360                                           | 360                                           |
| 1967 | 1967                                          |                                               | 369                                           | 369                                           |
| 1970 | 1970                                          |                                               | 369                                           | 369                                           |
| 1980 | 1980                                          |                                               | ?                                             | ?                                             |
| 1990 | 1990                                          |                                               | ?                                             | ?                                             |
| 2000 | 2000                                          |                                               | ?                                             | ?                                             |
| 2011 | 2011                                          |                                               | 249                                           | 249                                           |
| 2018 | 2018                                          |                                               | 235                                           | 235                                           |
| Datenquelle: Historisches Gemeindeverzeichnis für Hessen: Die Bevölkerung der Gemeinden 1834 bis 1967. Wiesbaden: Hessisches Statistisches Landesamt, 1968. Weitere Quellen: ; Zensus 2011 |                                               |                                               |                                               |                                               |

### Religionszugehörigkeit
| • 1829: | 461 evangelische (= 100 %) Einwohner                                 |
| • 1961: | 325 evangelische (= 90,28 %) und 32 (= 8,89 %) katholische Einwohner |

## Kultur und Sehenswürdigkeiten

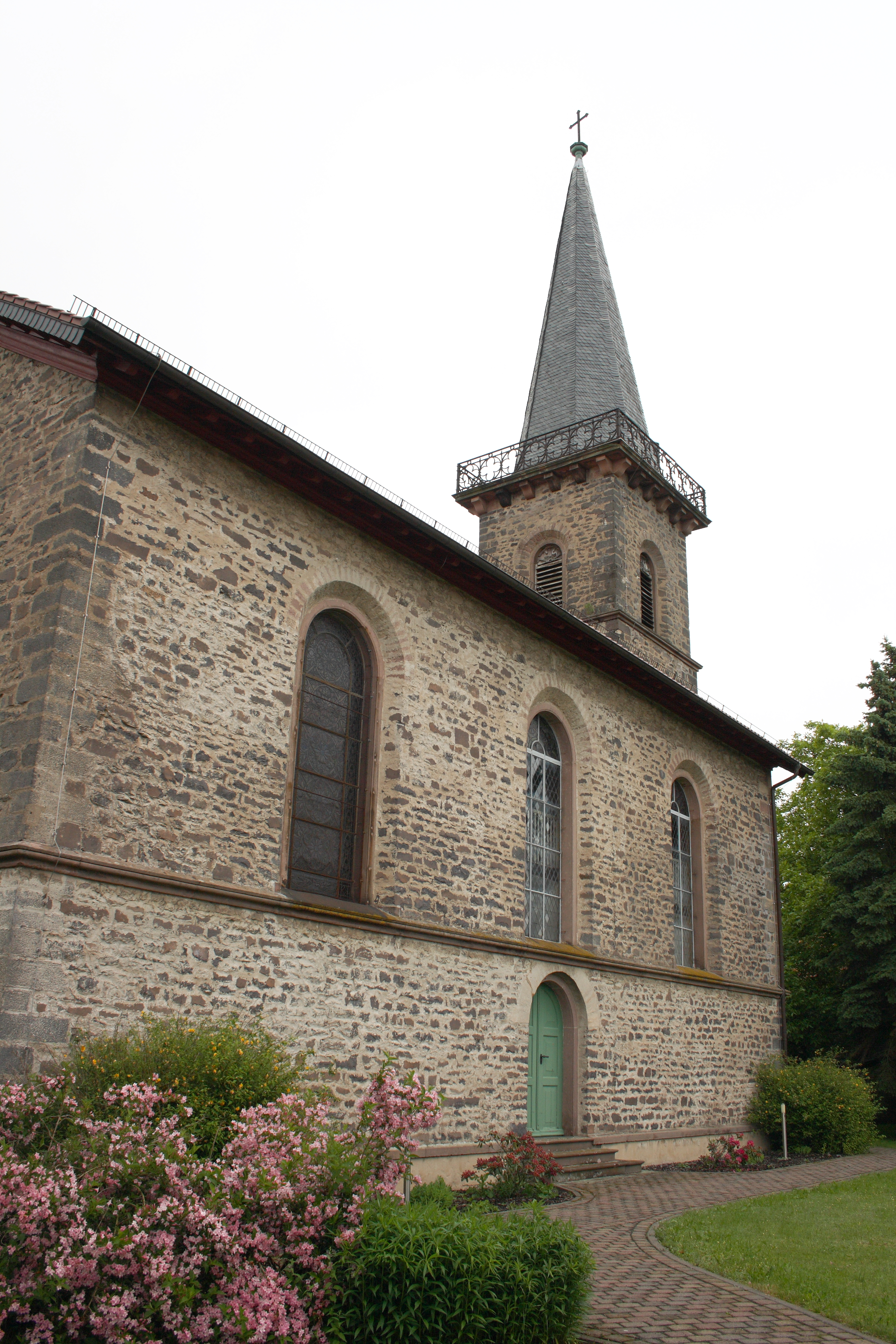
Evangelische Kirche in Windhausen

### Bauwerke
- evangelische Kirche, erbaut 1840–1842

### Vereine
Das kulturelle Dorfleben prägen folgende Vereine:
- Gesangverein 1877 e. V. Windhausen
- Jugendgruppe Windhausen
- Obst- und Gartenbauverein Windhausen
- Freiwillige Feuerwehr Windhausen

## Infrastruktur
- Den öffentlichen Personennahverkehr stellt die Buslinie VB-77 der Verkehrsgesellschaft Oberhessen her.

## Persönlichkeiten
- Ludwig Haberkorn (1810–1873), Abgeordneter der 2. Kammer der Landstände des Großherzogtums Hessen und Oberförster in Windhausen
- Konrad Neeb (1851–1899), Abgeordneter der 2. Kammer der Landstände des Großherzogtums Hessen
- Johannes Steuernagel (1805–1870), Abgeordneter der 2. Kammer der Landstände des Großherzogtums Hessen